# Juliet Itoya
Juliet Itoya Ebhomhenye (née le 17 août 1986 à Benin City) est une athlète espagnole d'origine nigériane, spécialiste du saut en longueur.

## Carrière
Elle remporte le titre lors des Championnats ibéro-américains 2014. Son record personnel est de 6,79 m qu'elle saute en 2016 à Salamanque. Le 28 juin 2018, elle remporte la médaille d'argent lors des Jeux méditerranéens de 2018, avec un saut de 6,83 m avec vent favorable.

## Palmarès
| Date | Compétition                       | Lieu      | Résultat | Marque |
| ---- | --------------------------------- | --------- | -------- | ------ |
| 2013 | Jeux méditerranéens               | Mersin    | 5e       | 6,23 m |
| 2014 | Championnats ibéro-américains     | São Paulo | 1re      | 6,64 m |
| 2017 | Championnats d'Europe par équipes | Lille     | 7e       | 6,32 m |
| 2018 | Jeux méditerranéens               | Tarragone | 2e       | 6,83 m |
| 2018 | Championnats d'Europe             | Berlin    | 10e      | 6,38 m |
| 2018 | Championnats ibéro-américains     | Trujillo  | 1re      | 6,73 m |

## Records
| Épreuve          | Épreuve   | Temps  | Lieu       | Marque          |
| ---------------- | --------- | ------ | ---------- | --------------- |
| Saut en longueur | Plein air | 6,80 m | Getafe     | 21 juillet 2018 |
| Saut en longueur | En salle  | 6,51 m | Salamanque | 18 février 2017 |